# Leucothyreus cephalotes
Leucothyreus cephalotes är en skalbaggsart som beskrevs av Thomas Casey 1915. Leucothyreus cephalotes ingår i släktet Leucothyreus och familjen Rutelidae. Inga underarter finns listade i Catalogue of Life.